# Anthony George Lyster

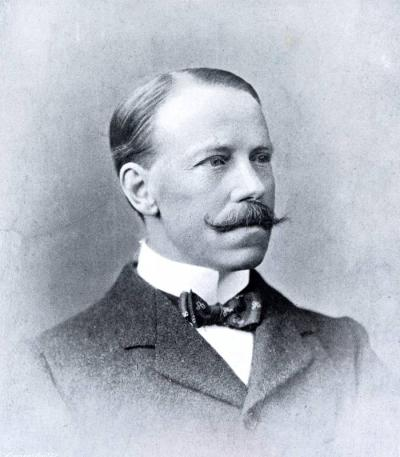
Anthony George Lyster

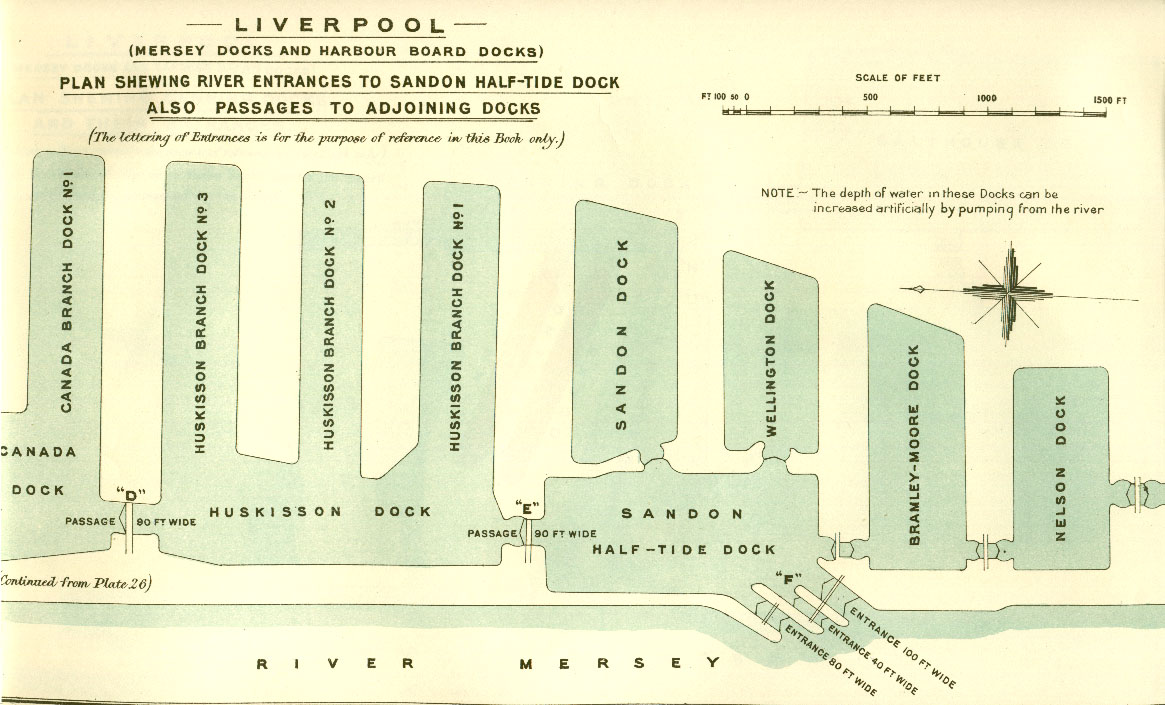
Mersey Docks and Harbour Board Docks (1909)

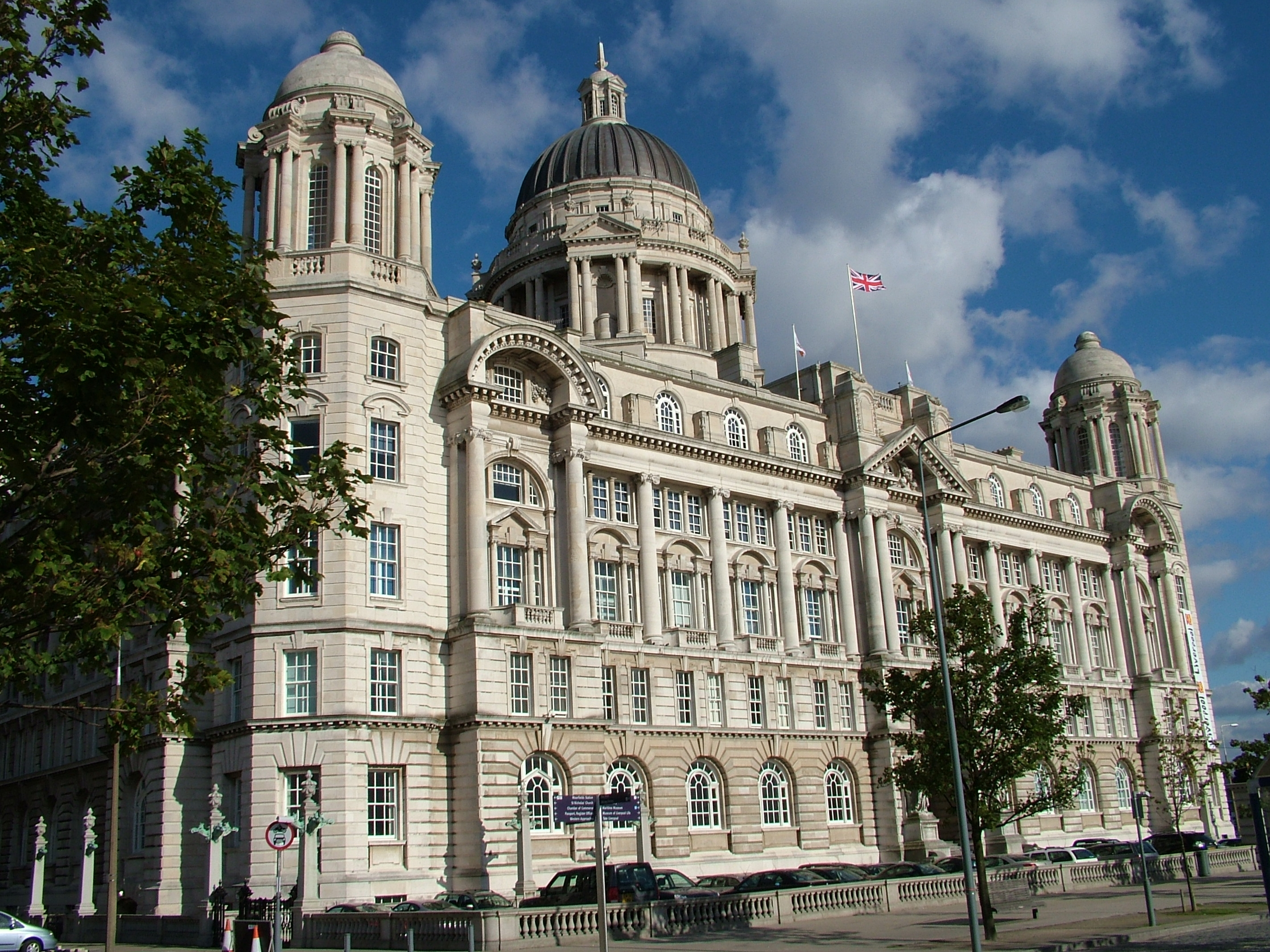
Das Port of Liverpool-Gebäude von 1907, zuvor Mersey Docks and Harbour Board Offices, A. G. Lysters Arbeitsplatz

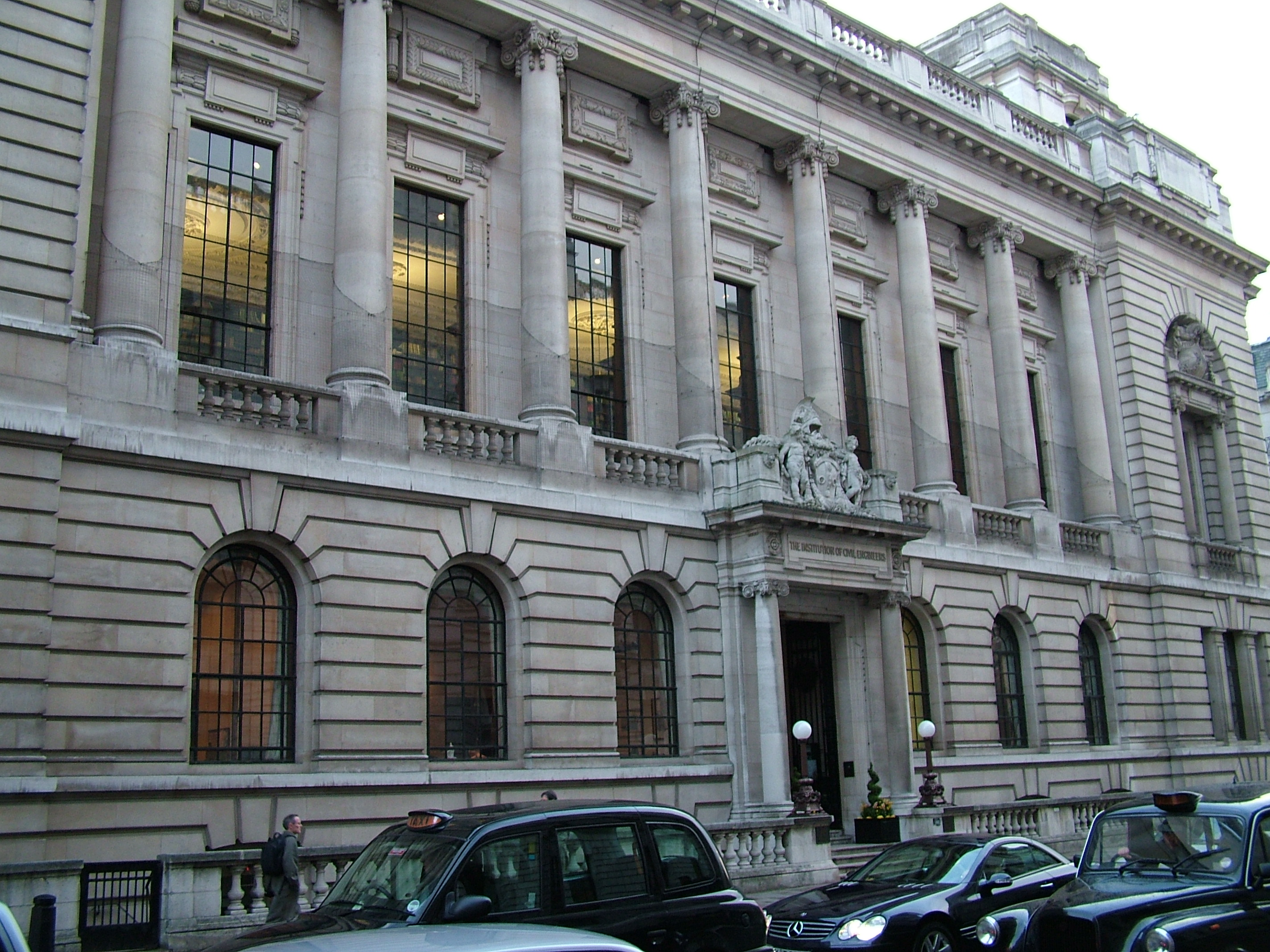
Verbandsgebäude der Institution of Civil Engineers, offiziell eingeweiht von Anthony George Lyster am 4. November 1913

Anthony George Lyster Esq. (* 6. April 1852 in Holyhead, Wales; † 17. März 1920 in London) war ein britischer Hafenbau-Ingenieur.

## Leben
Anthony George Lyster war der zweite Sohn des Hafenbau-Ingenieurs George Fosbery Lyster (1821–1899) aus Irland, von 1861 bis 1897 Chefingenieur (Engineer-in-Chief) der Mersey Dock Estate, und wurde 1852 in Holyhead geboren, wo sein Vater damals sieben Jahre lang als Ingenieur-Assistent (Assistent Resident Engineer) unter Ingenieur George Clarisse Dobson (1801–1874) für die dortigen Hafenanlagen mitverantwortlich und derzeit am Bau des dortigen Wellenbrechers beteiligt war.
Lyster absolvierte seine Schulausbildung zunächst von 1867 bis 1871 an der Harrow School bei London, anschließend ein weiteres Jahr bei einem Privatlehrer in Bonn. Er machte seinen Master of Engineering. Im Jahr 1872 begann er als Hilfsingenieur (Assistent Engineer) bei seinem Vater in der Ingenieursabteilung des Mersey Docks Trusts in Liverpool. Nach einem kurzen Abstecher ins Zeichenbüro der Sir W. G. Armstrong and Company in Elswick (Newcastle-upon-Tyne) kehrte er wenige Monate später nach Liverpool zurück.
Dort machte Anthony Lyster Karriere und wurde schließlich 1897 als direkter Nachfolger seines Vaters der Chefingenieur des Mersey Docks and Harbour Board, der den Hafen Liverpools verwaltete. Zu den jungen Ingenieuren seiner Abteilung gehörte auch der Wasserbauingenieur Francis Maurice Gustavus du Plat Taylor. Von diesem Amt zog er sich 1913 in den Ruhestand zurück. In dieser Zeit entwarf er u. a. das neue South Stanley Tobacco Warehouse am Stanley Dock, damals das größte Tabak-Lagerhaus der Welt, über drei Brücken mit dem alten Lagerhaus verbunden. In dieser Zeit konstruierte er 1899 Sand-Pumpen-Baggerschiffe zur Hafenerweiterung von April 1909 bis November 1910, war Professor für Ingenieurwissenschaften an der University of Liverpool und wurde 1910 für zwei Monate als britischer Repräsentant der Suez Canal Commission nach Ägypten entsandt. Damals wohnte er in Liverpool in 1 Devonshire Road, Price’s Park.
Nach seinem Ausscheiden aus dem Mersey Docks and Harbour Board (1913) stieg er als beratender Ingenieur (Consulting Engineer) und Partner in die Londoner Firma John Wolfe-Barry and Partners (danach: John Wolfe-Barry, Lyster and Partners) des Konstrukteurs der Tower Bridge ein.
Lyster heiratete als 34-Jähriger am 3. Dezember 1892 in Westbury (Wiltshire) die aus erster Ehe 1888 geschiedene Frances Laura Arabella Long (* 27. Mai 1864 in Kerry, Montgomeryshire, Wales; † 29. April 1932 in Cuneo, Italien), die Tochter des Richard Penruddocke Long (1825–1875) und der Charlotte Anna Dick (1830–1899) und Schwester des 1st Viscount Long of Wraxall.
Anthony Lyster Er starb 1920 in seiner Wohnung am Regent’s Park in London.

## Mitgliedschaft
Seit Juni 1876 war er Vorstandsmitglied in der Liverpool Engineering Society. Ab 5. Dezember 1882 war er Mitglied der Institution of Civil Engineers, dem Landesverband britischer Bauingenieure, dessen Präsident er mit seinem Ausscheiden aus der Mersey Docks and Harbour Board Company ein Jahr lang von November 1913 bis November 1914 war. Im Jahr 1909 wurde er Mitglied bei den Smeatonians, dem Nachfolgerverband der 1771 von John Smeaton gegründeten Society of Civil Engineers.

## Veröffentlichungen
- Dredging operations on the Mersey bar, reprint of a paper read at the British Association meeting, 1895, with notes and additions referring to the condition of the work up to February 1897, British Association for the Advancement of Science, London 1900
- Notes on certain improvements in suction dredgers employed on the Mersey, reprint of an extract from the 5th Volume of Annales des Travaux Publics de Belgique, October 1898, London 1900
- Sand-pump dredgers, Institution of Civil Engineers, Liverpool 1900
- Address of president of the Institution of Civil Engineers, London 4. November 1913, seine Ansprache als Präsident auf der Generalversammlung zur offiziellen Einweihung des neuen Verbandsgebäudes
- Presidential address of Anthony George Lyster; Some remarks on the constitution of prt authorities as affecting the organization and development of ports, in: Minutes of the Proceedings, Band 195, London 1. Januar 1914, Seite 4–41